# Teágenes de Tebas
Teágenes (en griego, Θεαγένης) fue un general tebano.
Fue el general que dirigió a los tebanos en la batalla de Queronea en 338 a. C. Dinarco dice que traicionó a los suyos y cooperó con los macedonios, pero en cambio Plutarco dice que murió luchando en esta batalla. Era hermano de Timoclea.